# Iszapvulkán
Az iszapvulkán felbugyogó gázok, vizek által a felszínre hozott finomszemcsés anyagok formájában jelenik meg.
A megszáradt finomszemcsés anyagok a vulkán köré krátert képeznek.

## Példák

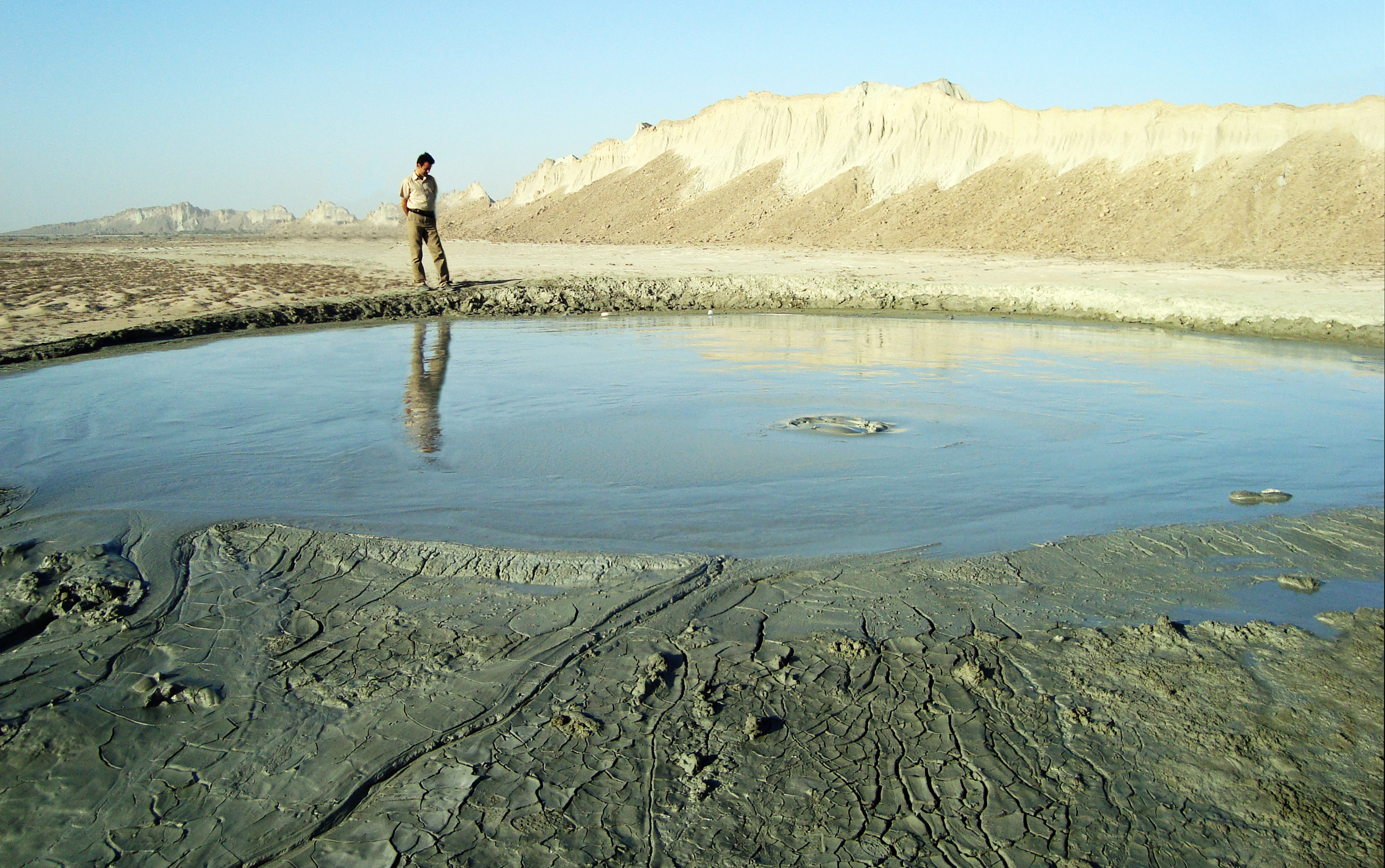
Iszapvulkán Iránban, Hormozgán tartományban

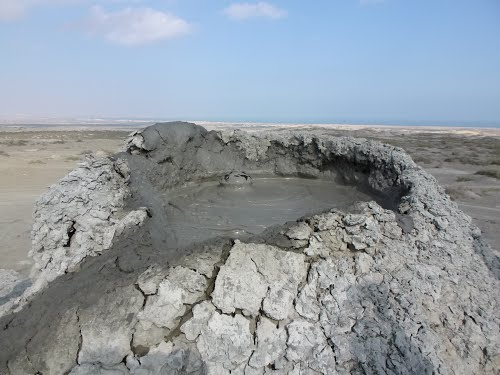
Iszapvulkán Azerbajdzsánban

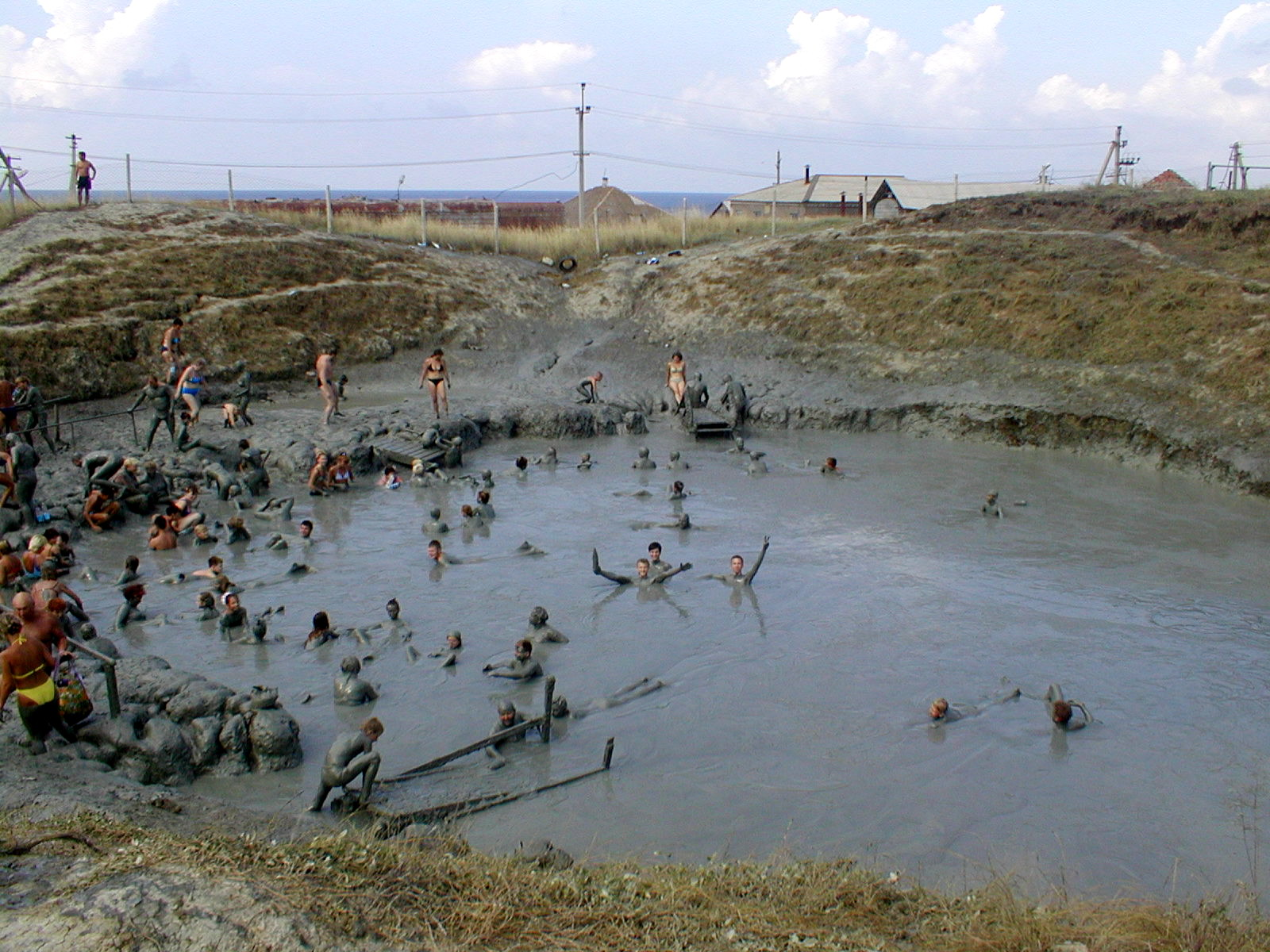
Pancsoló emberek egy iszapvulkánnál az Azovi-tenger mellett, Oroszországban

Az iszapvulkánok megtalálhatók a következő országokban, régiókban:
Ázsia
- Indonézia
- India (Andamán-szk.)
- Irán
- Pakisztán (Beludzsisztán)
- Fülöp-szigetek
- Kína
- Mianmar

Európa és a Kaukázus környéke
- Azerbajdzsán,
- Grúzia, pl. Akhtala
- Oroszország
- Ukrajna
- Románia, Pokolsár, Buzăui iszapvulkánok
- Olaszország, Macalube di Aragona
- Bulgária
- Norvégia, (tengeralatti iszapvulkánok)

Afrika
- Marokkó, Al Idrisi (tengeralatti)

Amerika
- Venezuela
- Kolumbia
- Karib-szk.
- USA (Kalifornia, Yellowstone N.P., Alaszka)